# Зимовий чемпіонат СРСР зі спортивної ходьби 1988

## Медалісти

### Чоловіки
| Дисципліна                            | Золото                      | Золото    | Срібло                              | Срібло    | Бронза                             | Бронза    |
| ------------------------------------- | --------------------------- | --------- | ----------------------------------- | --------- | ---------------------------------- | --------- |
| Спортивна ходьба 20 кілометрів (шосе) | Олексій Першин РРФСР        | 1:20.39,3 | Вальдас Казлаускас Литовська РСР    | 1:20.48,6 | Франц Костюкевич Білоруська РСР    | 1:21.30,0 |
| Спортивна ходьба 30 кілометрів (шосе) | Євген Місюля Білоруська РСР | 2:08.40,2 | Сергій Цимбалюк УРСР Черкаська обл. | 2:10.06,7 | Віталій Попович УРСР Київська обл. | 2:10.14,3 |

### Жінки
| Дисципліна                            | Золото                   | Золото   | Срібло                | Срібло   | Бронза                | Бронза   |
| ------------------------------------- | ------------------------ | -------- | --------------------- | -------- | --------------------- | -------- |
| Спортивна ходьба 10 кілометрів (шосе) | Світлана Кабуркіна РРФСР | 44.25,31 | Олена Ніколаєва РРФСР | 44.32,76 | Олена Родіонова РРФСР | 44.59,31 |

## Медальний залік
| Команда        |   |   |   | Загалом |
| -------------- | - | - | - | ------- |
| РРФСР          | 2 | 1 | 1 | 4       |
| Білоруська РСР | 1 | 0 | 1 | 2       |
| УРСР           | 0 | 1 | 1 | 2       |
| Литовська РСР  | 0 | 1 | 0 | 1       |

## Командний залік
Командний залік офіційно не визначався.